# Jüdische Gemeinde Freistett
Eine Jüdische Gemeinde in Freistett, einem Stadtteil von Rheinau im Ortenaukreis in Baden-Württemberg, bestand seit dem 17. Jahrhundert.

## Geschichte
Erstmals werden 1756 Juden in Freistett genannt, die mit Holz und Kolonialwaren handelten. Die jüdische Gemeinde hatte eine Synagoge, eine Schule und ein rituelles Bad (Mikwe) in einem an die Synagoge angebauten Badhaus. Der jüdische Friedhof Freistett wurde um 1810 errichtet. Der angestellte Lehrer war zugleich als Vorbeter und Schochet tätig. Die Gemeinde wurde 1827 dem Bezirksrabbinat Bühl zugeteilt.
Die im Ersten Weltkrieg gefallenen vier Männer aus der jüdischen Gemeinde stehen auf dem Kriegerdenkmal der Gemeinde Freistett.
Die jüdischen Familien lebten zunächst vor allem vom Handel mit Kolonialwaren, Rohtabak und Vieh. 1933 gehörte jüdischen Personen u. a. noch folgende Gewerbebetriebe: Zigarrenfabrik Leo Braunschweig (Hauptstraße 21), Wolle- und Aussteuerartikel Erich Hammel (Hauptstraße 19), Textilgeschäft „Neues Kaufhaus“ Jenny und Julie Hammel (Rheinstraße 7), Viehhandlung Leopold Hammel (Hauptstraße 9), Schneiderei Reich (Rheinstraße 9). (aus: alemannia judaica)

## Gemeindeentwicklung
| Jahr | Gemeindemitglieder                   |
| ---- | ------------------------------------ |
| 1766 | 7 Familien                           |
| 1825 | 48 Personen oder 3,4 % der Einwohner |
| 1852 | 83 Personen oder 4,9 % der Einwohner |
| 1880 | 80 Personen oder 3,8 % der Einwohner |
| 1885 | 84 Personen                          |
| 1900 | 70 Personen oder 3,1 % der Einwohner |
| 1925 | 46 Personen oder 2 % der Einwohner   |
| 1933 | 33 Personen oder 1,2 % der Einwohner |

## Nationalsozialistische Verfolgung
Das Gedenkbuch des Bundesarchivs verzeichnet neun in Freistett geborene jüdische Bürger, die dem Völkermord des nationalsozialistischen Regimes zum Opfer fielen.